# Кинетоза
Кинетозата (на гръцки: κίνηση – „движение“) има различни синоними: прилошаване при пътуване, неразположение по време на пътуване, болест на пътуването, дискомфорт при пътуване, морска болест, самолетна болест и др.

## Класификация
Често я наричат болест, но преобладаващото мнение е, че това е остра защитно-приспособителна реакция на организма към резките изменения на позицията на тялото спрямо околната среда, свързани предимно с придвижването и ускорението.
Сред специалистите няма единно мнение дали това е заболяване и има ли патологичен смисъл или е нормална, макар и понякога доста болезнена реакция на организма, свързана с неравномерното движение и ускорението. Но понеже много голяма част от човечеството – в по-малка или по-голяма степен – страда от дискомфорт при пътуване, надделява мнението, че става въпрос за естествена реакция.

## Симптоми
Най-обичайните и най-явни симптоми на това пътно неразположение са добре познати на всички, които са ги изпитвали:
- прилошаване;
- повишено слюноотделяне;
- гадене;
- повръщане;
- пребледняване на лицето;
- изпотяване със студена пот;
- световъртеж;
- главоболие;
- потиснатост;
- обща отпадналост;
- сънливост;
- повишена чувствителност към миризми и задушни помещения.

При някои хора симптомите се проявяват след известно време на пътуване, при други – още когато усетят миризмата на превозното средство, у трети – само при определени ситуации – множество завои по пътя, голямо вълнение в морето, силна турбуленция в небето, рязко ускорение и спиране, и др.
На практика специалистите различават няколко форми на клинически прояви на кинетозата: нервна, стомашно-чревна, сърдечно-съдова и смесена.
1. Нервната се проявява със симптоми като виене на свят, тежест в главата, слабост, потиснатост, сънливост, липса на координация на движенията. Те са най-първо проявяващите се и най-често срещани симптоми.
2. Стомашно-чревната се проявява с промяна на вкуса в устата, гадене, повишена чувствителност към миризмите. Това са най-неприятните и най-остри симптоми на пътното неразположение.
3. Сърдечно-съдовата се изявява в нарушаване на сърдечния ритъм: в началото може да се повиши пулсът и артериалното налягане, впоследствие да се снижи като дишането става повърхностно. За хора, страдащи от заболявания на сърдечно-съдовата система, кинетозата съвсем не е безопасна и не се заключава в няколко неприятни симптома.

Най-често срещана е смесената форма, за която са характерни всевъзможни разнообразни съчетания на проявленията и симптомите.

## Причини
В организма съществува сложна система за диагностика на положението на тялото и неговите части в пространството. В мозъка постъпват множество сигнали от рецепторите на вестибуларния апарат, от зрителните органи, от мускулите, ставите, сухожилията, кожата, коремната кухина, с помощта на които мозъкът контролира поведението, удържа тялото в равновесие и координира движенията.
Когато индивидът попадне в необичайни условия, мозъкът не винаги „знае“, не винаги има „програма“ как да реагира в подобни случаи. Най-типичен пример за „необичайни условия“ са високите скорости, големите ускорения, въртеливото движение, рязкото изкачване на голяма височина и др. В естествени природни условия човек почти не се сблъсква с подобни ситуации. Но съвременния начин и темп на живот налагат все по-често да използват допълнителни изкуствени средства за придвижване – не ръцете и краката, а високоскоростни транспортни средства, при които праволинейните и радиални ускорения достигат средно 1 – 2 g. и повече.
Използването на допълнителни средства за придвижване води до разнопосочност на сигналите, които постъпват в мозъка. Вестибуларният апарат (органът на равновесието, разположен в полуокръжните канали във вътрешното ухо) подава сигнали за изменение на положението, очите също може да регистрират промяна на обстановката, но рецепторите на мускулите, ставите и сухожилията отчитат, че са в покой, защото самият човек не се движи. Най-характерни примери за това са корабите и автомобилите, които се люшкат по вълните или лашкат по завоите, с което се дразнят рецепторите на вестибуларния апарат, но тялото, опуснато върху седалката, регистрира състояние на покой. Очите също могат да засичат изменения в обстановката, ако гледат през прозорците на колата, но може и да не го правят, ако човек е затворен в каюта. Мозъкът не знае как да реагира на подобен разнобой в постъпващата при него информация и се опитва да създава неприятни усещания, за да накара индивида по някакъв начин да се махне, да излезе от нетипичната „объркваща“ ситуация. Донякъде това обяснява и факта, че след като човек напусне транспортното средство, симптомите много скоро изчезват.
С изучаването на кинетозата се занимават основно специалистите невропатолози. Именно те наблюдават симптомите и изследват причините за нейното появяване.

## Разпространение
Разпространението на кинетозата е голямо, но няма единни или дори сходни статистически данни по този въпрос. Всичко зависи от това кои симптоми и с каква сила на проявление се вземат като основа за квалифициране на даден индивид като страдащ или нестрадащ от кинетоза. Различните източници дават данни от 10% до 70% разпространение сред населението на земята.
Поради своя характер тя се проявява най-често при децата от 2 до 12-годишна възраст, при които вестибуларният апарат все още не е укрепнал и се влияе силно от околната среда. Среща се по-често при момичетата, отколкото при момчетата, поради по-голямата чувствителност на сетивата им. Родителите доста успешно се възползват от несъвършенствата на вестибуларния апарат при малките деца. Люлеейки ги, те предизвикват появата на един от най-приятните симптоми – сънливостта – и така ги приспиват по-бързо.
У хората, сред които това неразположение се запазва и в зряла възраст, многократно повече преобладават жените, отколкото мъжете. При това при жените то се влияе силно от промяната в ендокринната система. Затова особено чувствителни и възбудими по време на път са бременните жени.
Неразположението се среща по-често при страдащите от някои видове заболявания – например от заболявания на сърдечно-съдовата система, от мигрена, от инфекциозни заболявания, лица с неуравновесена нервна система и др.
Известно е дори, че опитни моряци, летци и професионални шофьори също понякога проявяват симптоми на кинетоза. При тях това са единични редки инциденти, но въпреки всичко и те не са застраховани. В новооткрити писма и документи, свързани с адмирал Нелсън, нееднократно се споменава фактът, че той самият е страдал от морска болест и се е борил с този проблем до края на живота си.
Руските учени споменават случаи, когато симптомите се проявяват и при космонавти. В условията на безтегловност пристъпи на кинетоза могат да възникнат дори при по-рязко завъртане на главата.
Това пътнотранспортно неразположение засяга не само хората, но особено силно влияе на животните. Забелязано е първоначално при домашните любимци – кучета и котки, чиито собственици ги вземат със себе си на път. Но впоследствие е наблюдавано и при по-едри животни, превозвани с транспортни средства – крави, коне и др. Кинетозата влияе дори и на рибите. При това в повечето случаи животните понасят пътя много по-тежко от хората. Затова много често се препоръчва преди домашните любимци да се вземат на дълъг път, да се посети ветеринарен лекар и да им се предпишат препарати, които потискат най-явните симптоми.

## Видове транспорт
Най-чести са оплакванията при морския и автомобилния транспорт. Най-силно се проявяват симптомите при пътуване с малки лодки при силно вълнение, а сравнително най-рядко – при пътуване с влак и в превозни средства, теглени или носени от животни. При въздушния транспорт пътното неразположение често се комбинира с други видове неразположение: височинна болест, страх от затворени помещения, метеоризъм и др.
Понеже симптомите на кинетозата се проявяват най-често и у най-много хора, използващи морския транспорт, затова се е обособил самостоятелен термин – морска болест, която всъщност не е болест, а разновидност на кинетозата.
При различните хора симптомите се проявяват по различен начин и с различна сила в зависимост от вида транспорт. При някои се появяват само при плаване, при други – само при автомобилен превоз, при трети – от всички видове транспорт. Има хора, особено се отнася за децата, на които им прилошава дори от увеселителните атракциони – от люлките, влакчетата, а най-вече от въртележките. На децата може да им прилошее и когато се въртят около собствената си ос.

## Лечение
Радикално лечение на кинетозата няма. Понеже това е естествена защитна реакция на организма, не е разумно да се търси начин за нейното изкореняване.
Най-практично и приложимо е да се потискат острите и неприятни симптоми. За тази цел се използват:
- различни лекарства – повечето от които обаче предизвикват сънливост, така че трябва да се избягват от хора, които ще сядат зад волана;
- подходящ хранителен режим преди път;
- подходящо настаняване в превозното средство – на места, които са най-стабилни, и ако може в легнало положение;
- дрямка по време на пътуване;
- тренировки.

За хора, при които симптомите са особено трудно поносими, се препоръчват различни тренировки, които да укрепят вестибуларния апарат и да намалят силата на неприятните усещания. Но дори и с тренировки тези усещания не могат да бъдат напълно предотвратени.
За летци, космонавти, които ще понасят многократни и силни ускорения в професионалната си дейност, също се прилагат специално разработени тренировки, които допълнително укрепват тяхната устойчивост и противодействие на проявите на кинетозата.